# Raposa-das-ilhas
A raposa-das-ilhas (Urocyon littoralis) é a menor raposa da América, nativa de seis das oito Ilhas do Canal da Califórnia. Existem seis subespécies, cada uma pertencente a uma só ilha. As raposas-das-ilhas são geralmente dóceis, mostram pouco medo dos humanos e são facilmente domesticadas.

## Taxonomia
A raposa-das-ilhas partilha o género Urocyon com a raposa-cinzenta (Urocyon cinereoargenteus), da qual descende. O seu pequeno tamanho resulta do nanismo insular, uma forma de especiação alopátrica, associado à uma adaptação aos recursos limitados disponíveis no ambiente da ilha. As seis subespécies da raposa são:
- U. littoralis littoralis da Ilha de São Miguel - raposa-cinzenta-da-ilha-de-são-miguel
- U. littoralis santarosae da Ilha de Santa Rosa  - raposa-cinzenta-da-ilha-de-santa-rosa
- U. littoralis santacruzae da Ilha de Santa Cruz  - raposa-cinzenta-da-ilha-de-santa-cruz
- U. littoralis dickeyi da Ilha de São Nicolau  - raposa-cinzenta-da-ilha-de-são-nicolau
- U. littoralis catalinae da Ilha de Santa Catalina - raposa cinzenta-da-ilha-de-santa-catalina
- U. littoralis clementae da Ilha de São Clemente  - raposa-cinzenta-da-ilha-de-são-clemente

As raposas de cada ilha são capazes de cruzar, mas têm distinções genéticas e fenotípicas que as tornam únicas; por exemplo, as subespécies têm números diferentes de vértebras caudais.
O pequeno tamanho da raposa da ilha é uma adaptação aos recursos limitados disponíveis no ambiente da ilha. Acredita-se que as raposas tenham chegado às ilhas do norte entre 10.400 e 16.000 anos atrás. Inicialmente, as populações de raposas estavam localizadas nas três ilhas do norte, que eram provavelmente mais fáceis de acessar durante a última era do gelo – quando a redução do nível do mar uniu quatro das ilhas mais ao norte em uma única mega-ilha (Santa Rosae) e a distância entre as ilhas e o continente foi reduzido – é provável que os nativos americanos trouxeram as raposas para as ilhas do sul do arquipélago, talvez como animais de estimação ou cães de caça.

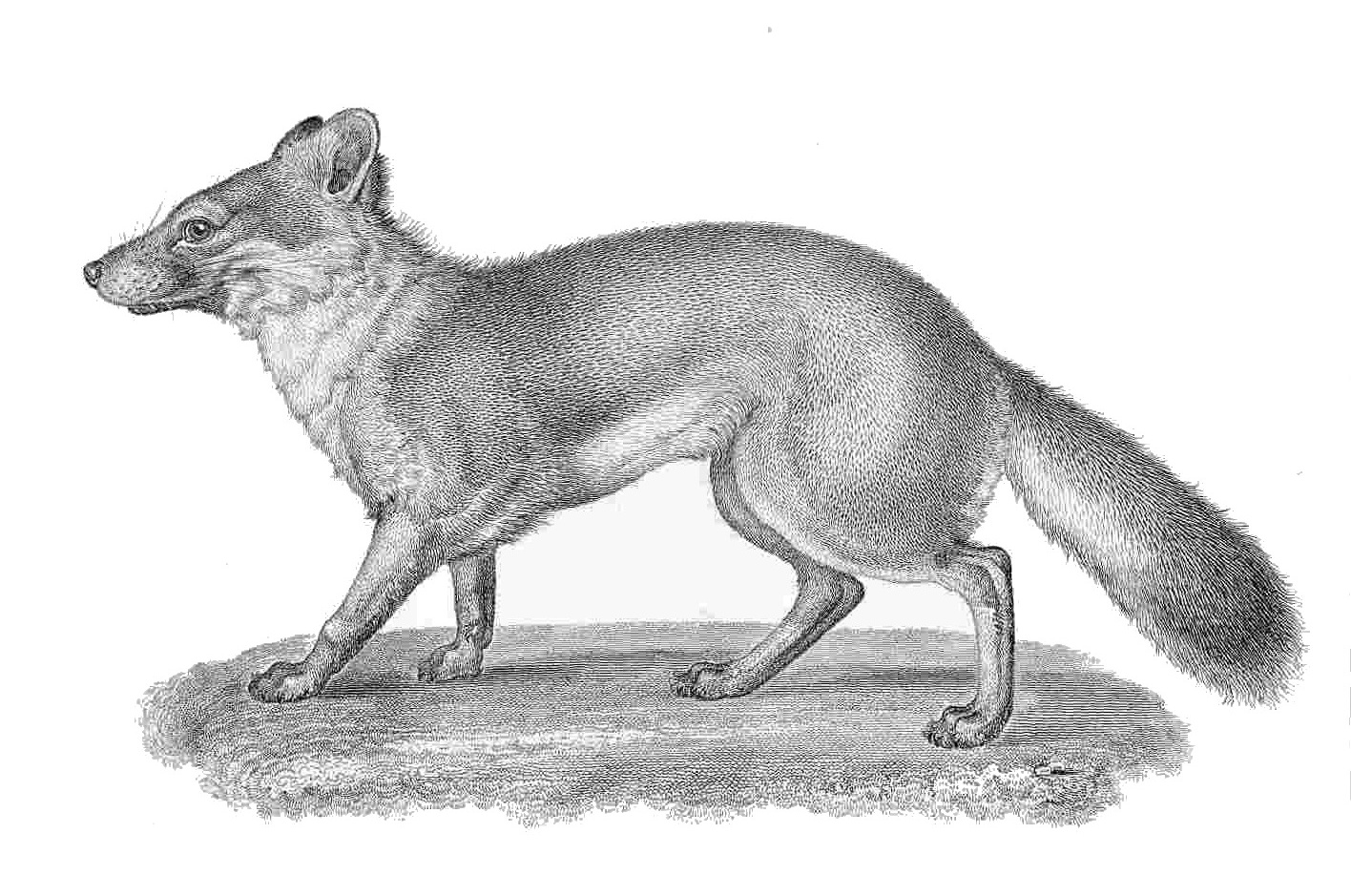
Gravura da raposa-das-ilhas do levantamento da Pacific Railroad de 1855

## Descrição
A raposa-das-ilhas ilha é significativamente menor do que a raposa-cinzenta, sendo a menor raposa da América do Norte. Os machos adultos pesam em média 2,00 kg, enquanto as fêmeas adultas pesam 1,88 kg. Normalmente, o comprimento da cabeça e do corpo é de 59−79 cm e o comprimento da cauda sozinha varia de 11−29 cm, notavelmente menor do que a cauda da raposa-cinzenta (27-44 cm). Isso se deve ao fato de que a raposa da ilha geralmente tem duas vértebras da cauda a menos do que a raposa cinza. O macho é maior que a fêmea. A maior das subespécies ocorre na Ilha de Santa Catalina e a mais pequena na Ilha de Santa Cruz.
A raposa-das-ilhas possui pelo acinzentado na cabeça e os flancos são avermelhados. Tem pelo branco na região ventral, garganta e metade inferior da face. A cauda apresenta uma listra preta na superfície dorsal. Em geral, a pelagem é mais escura e de tonalidade mais opaca do que a da raposa cinza. A raposa-das-ilhas muda o pelo uma vez por ano, entre agosto e novembro. Antes da primeira mudança de pelo, as crias são lanosas e têm geralmente uma aparência mais escura que os adultos. Uma fase marrom, com a pelagem cinza e preta do corpo substituída por um marrom arenoso e um marrom mais profundo, pode ocorrer nas populações da Ilha de São Clemente e da Ilha de São Nicolau. Não está claro se esta é uma fase de cor verdadeira, uma mudança que ocorre com a idade ou possivelmente uma mudança que ocorre por causa de interações com espinhos do cacto Opuntia que ficam incrustados na pele.

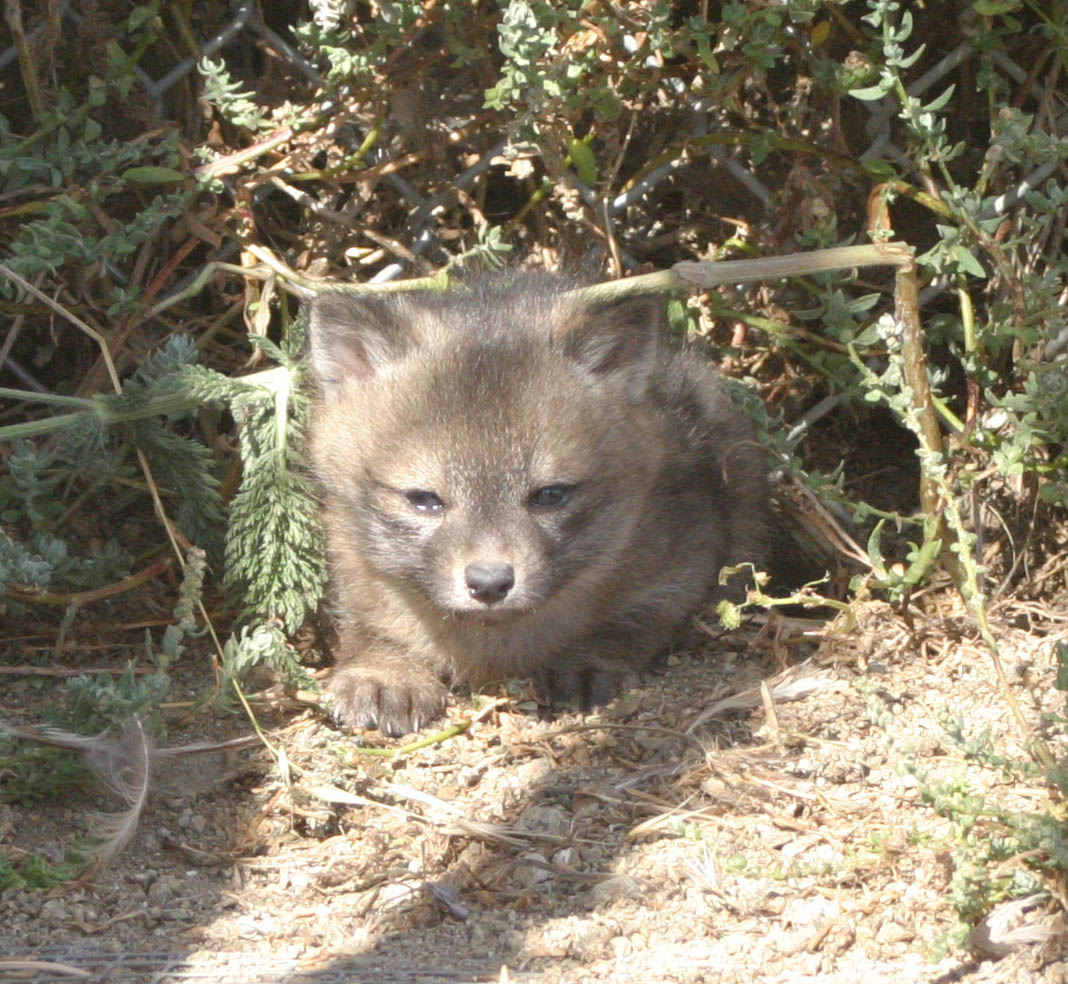
Uma cria de rapo-das-ilhas no meio dos arbustos.

## Reprodução
Uma vez que há pouco dimorfismo sexual e proporções sexuais relativamente iguais na população, sugere-se que esta espécie forma laços monogâmicos. A estação de acasalamento das raposas-das-ilhas ocorre de janeiro a abril, dependendo da latitude. Os pares são frequentemente vistos juntos a partir de janeiro e durante a época de reprodução, geralmente do final de fevereiro ao início de março. 
O período de gestação é de 50–63 dias. A fêmea dá à luz a uma ninhada típica de 1 a 5 filhotes, em média 2 ou 3. As crias nascem em tocas (geralmente buracos no solo, árvores ocas, cavernas, etc.), na maioria das vezes encontradas e não feitas pela raposa. A toca serve para proteger os filhotes de climas adversos, predadores e outros perigos. As crias nascem na primavera e emergem da toca no início do verão; a fêmea os amamenta por 7–9 semanas. Após o desmame, eles saem de suas tocas e procuram comida com seus pais. Ambos os pais cuidam dos filhotes. A maturidade sexual é atingida aos 10 meses, e as fêmeas geralmente reproduzem-se no primeiro ano. As raposas da ilha vivem de 4 a 6 anos na natureza e até 8 anos em cativeiro.

## Ecologia e comportamento

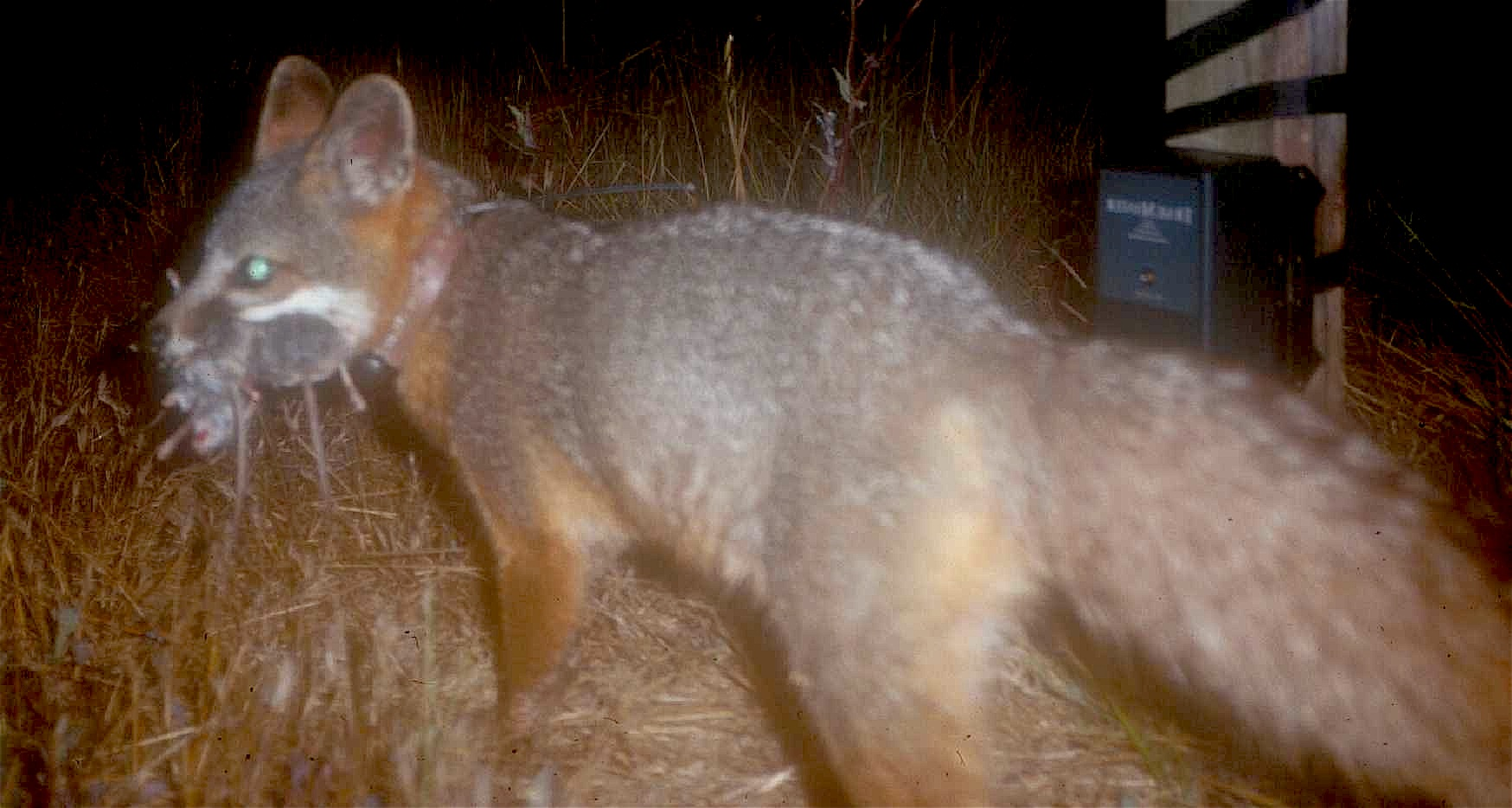
Foto noturna de uma raposa-das-ilhas com três ratos na boca.

A raposa-das-ilhas é considerada uma generalista de habitat, porque vive em praticamente todos os biomas das Ilhas do Canal, incluindo floresta temperada, pradarias temperadas e chaparral. Cada ilha não suporta mais do que 1.000 indivíduos.
A raposa-das-ilhas alimenta-se de frutos, insetos, aves, ovos, caranguejos, lagartos e pequenos mamíferos, incluindo roedores do género Peromyscus. A raposa tende a se mover sozinha, mais do que em matilhas. É geralmente noturna, embora com picos de atividade ao amanhecer e anoitecer. A atividade também flutua conforme as estações: é mais ativa durante o dia no verão do que no inverno.
A raposa-das-ilhas não se intimida com os humanos, embora a princípio possa apresentar agressividade. É relativamente fácil de amestrar e é geralmente dócil. A raposa-das-ilhas comunica usando sinais auditivos, olfativos e visuais. Uma raposa dominante usa vocalizações, olhar fixo e achatamento das orelhas para fazer com que outra raposa se submeta. Os sinais de dominância e submissão são visuais, como expressão facial e postura corporal e suas principais vocalizações são latidos e rosnados. A raposa-das-ilhas marca o seu território com fezes e urina.

## Conservação

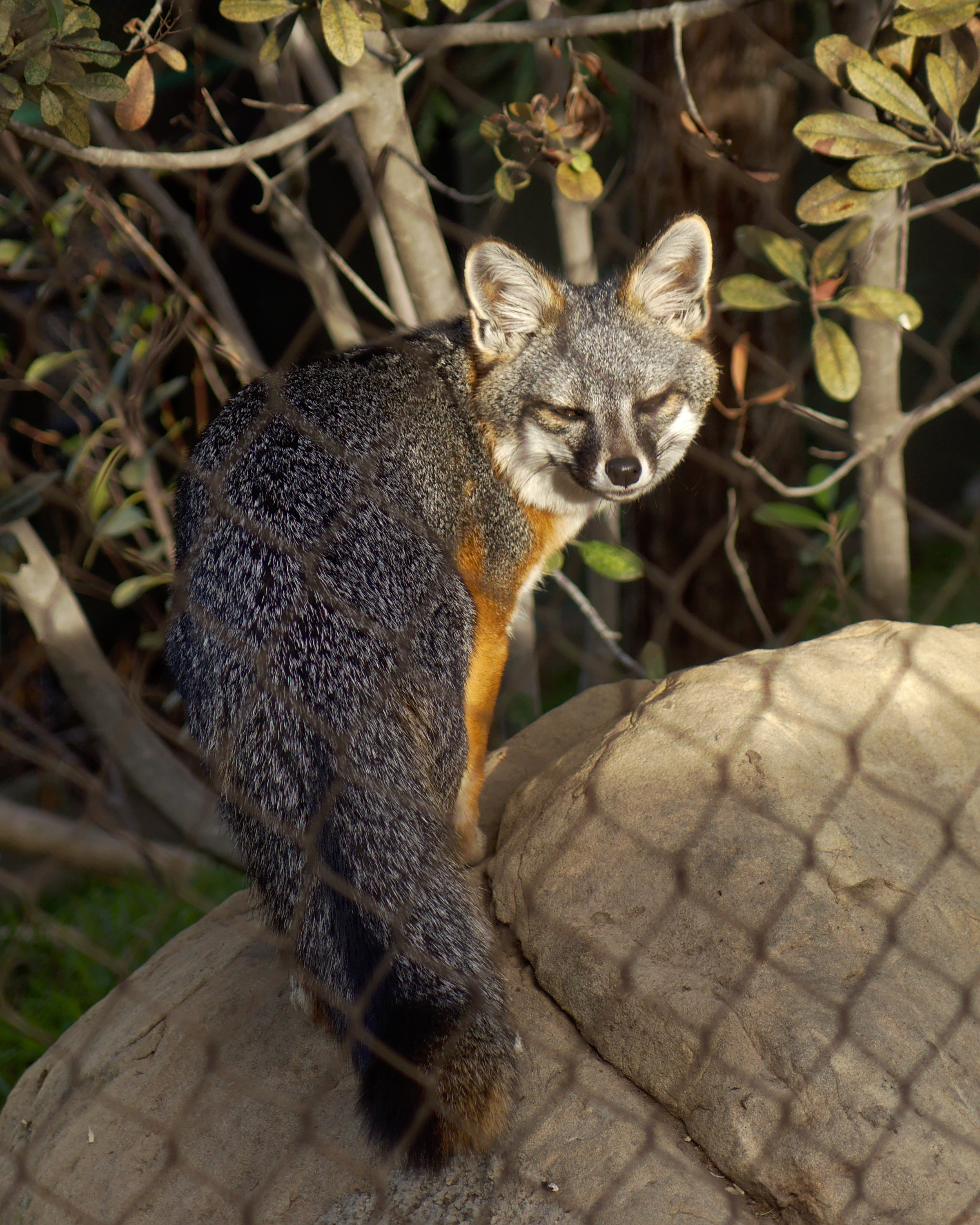
Urocyon littoralis clementae no zoológico de Santa Bárbara

Em março de 2004, quatro subespécies da raposa-das-ilhas foram classificadas como espécies ameaçadas de extinção, protegidas pelo governo federal: a raposa-das-ilhas de Santa Cruz, a raposa-das-ilhas de Santa Rosa, a raposa-das-ilhas de San Miguel e a raposa-das-ilhas de Santa Catalina. Em 2013, a IUCN lista todas as subespécies como quase ameaçadas, uma melhoria em relação ao seu status anterior de "criticamente ameaçadas".
A predação por águias-douradas não nativas (Aquila chrysaetos) levou a um declínio catastrófico nas três ilhas do norte (Santa Cruz, Santa Rosa e San Miguel) durante os anos 1990, mas ações de manejo agressivas reduziram muito essa ameaça.
As populações de raposa-das-ilhas de San Miguel e Santa Cruz diminuíram em mais de 90% entre 1995 e 2000. Em Santa Catalina, as raposas-das-ilhas foram quase completamente eliminadas na porção leste da ilha por um surto de cinomose que matou aproximadamente 90% da população de raposas em 1999, com apenas cerca de 110 raposas adultas remanescentes na ilha em 2000. As translocações da parte ocidental da ilha, começando em 2003, resultaram em um crescimento constante da população, estimada em aproximadamente 1.500 raposas em 2011. Os cientistas acreditam que o vírus da cinomose foi introduzido por um cão de estimação ou um guaxinim do continente que pegou uma carona em um barco ou barcaça. Para eliminar o risco de doenças, animais de estimação não são permitidos no Parque Nacional das Ilhas do Canal.
Diminuição do suprimento de alimentos e degradação geral do habitat devido à introdução de espécies de mamíferos, incluindo gatos selvagens, porcos, ovelhas, cabras e bisões americanos também teve um efeito negativo nas populações de raposas. A possível introdução de novas doenças no continente continua a ser uma ameaça para as populações de todas as ilhas.
As raposas são predadoras do pássaro picanço-cabeçudo da Ilha de San Clemente (Lanius ludovicianus anthonyi), em grave perigo de extinção. Esforços para controlar a predação por raposas em 1998 afetaram negativamente a população de raposa-das-ilhas, que eram capturadas e sacrificadas pela Marinha dos Estados Unidos. Desde 2000, a Marinha tem empregado diferentes estratégias de manejo: capturar e segurar raposas durante a estação de reprodução do picanço, a instalação de um sistema de cerca elétrica ao redor dos habitats dos picanços e o uso de sistemas de coleira de choque. Com a recuperação gradual da população de picanços na Ilha de São Clemente, o programa foi descontinuado e a Marinha não mais controla as populações de raposa.